# 经权

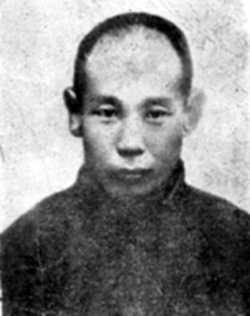
经权

经权（1883年—1918年），字子衡，蒙古族，歸绥道萨拉齐（今内蒙古自治区土默特右旗）人，中国民主革命家，中华民国大陆时期政治人物。

## 生平
光绪九年（1883年），经权生于萨拉齐美岱召村。早年，经权曾经当过私塾先生，担任过土默特旗煤炭租税局下属马莲沟税卡卡长。1907年，山西的中国同盟会会员李德懋来到包头、萨拉齐活动，经权遂参加中国同盟会，自称“与云亨树立了反满反封建的共同抱负。”
1911年10月10日，武昌起义爆发，此后内蒙古西部民众参加了辛亥革命。归绥的革命党人在归绥、萨拉齐、包头间奔走联络，策划起义。归绥、包头的清军巡防队中，部分官兵酝酿反清起义，他们准备在归绥举事，占领清朝在内蒙古西部的统治中心归绥。革命党人致信驻归绥的汉军口外八旗后路巡防队统领周维藩，劝其率部起义。正当周维藩犹豫之时，其部下张琳、曹富章率部于1911年11月9日起义，脱离军营开出归绥，沿大青山赴包头。云亨、王定圻、杨云阶等革命党人赶往包头，与经权、郭鸿霖等人会合，在包头、萨拉齐等地策动起义，并且同张琳、曹富章等人取得联系，计划进驻包头。五原厅同知樊恩庆以及包头清军管带假装声称拥护革命，于12月24日暗中设下“鸿门宴”，导致起义军在“马号事件”中覆灭，张琳、曹富章、郭鸿霖等人被杀害，云亨获得朋友暗示，迅速脱离危险，幸免于难。
1912年1月11日，阎锡山率领山西革命军入包头城，萨拉齐谘议员公推经权、云亨赴包头。阎锡山命经权、云亨回萨拉齐招收人马，配合山西革命军攻占萨拉齐。1月17日，山西革命军攻占萨拉齐城，经权招收的人马与从监狱中释放的张万顺等500人组成了敢死队，经权任管带，张万顺任队长。1月26日，经权被任命为归化城副都统。阎锡山所部在刀什尔遭到挫折后，经权随军返回山西。
中华民国成立后，经权出任太原警察筹备处主任。后来，因不满阎锡山的所作所为，经权回到萨拉齐，继续反对袁世凯，准备再造共和。革命党人在经权家中假装织布，暗中撰写倒袁檄文，筹备武装起义。1916年，经权发动兼任萨拉齐、武川二县警备队长的满泰以及安祥、刘会文、李雨田、云亨发动倒袁起义，史称“五英雄起义”。因侯宪章告密，起义军在万家沟遭到包围，安祥、李雨田阵亡，刘会文负伤，云亨逃脱，经权不久便被当局逮捕。绥远都统潘榘楹亲自审问经权，命经权下跪，经权称：“岂能给国贼下跪，我腿可折，跪么比登天还难。”不久，袁世凯死亡，经权在被囚禁3个月之后获释。
由于在狱中受到折磨，经权生病，于1918年病逝。
如今，经权的陵园位于美岱召大青山下。